# Moon Music
| 전문가 평가         | 전문가 평가 |
| 총 점수             | 총 점수     |
| 출처                | 점수        |
| ------------------- | ----------- |
| AnyDecentMusic?     | 5.2/10      |
| 메타크리틱          | 58/100      |
| 평가 점수           |             |
| 출처                | 점수        |
| AllMusic            | [ 4 ]       |
| Clash               | 8/10        |
| The Daily Telegraph | [ 6 ]       |
| The Guardian        | [ 7 ]       |
| The Independent     | [ 8 ]       |
| NME                 | [ 9 ]       |
| Pitchfork           | 6.0/10      |
| Rolling Stone       | [ 1 ]       |
| The Standard        | [ 11 ]      |
| The Times           | [ 12 ]      |

《Moon Music》은 영국의 록 밴드 콜드플레이의 열 번째 스튜디오 음반이다. 2024년 10월 4일, 영국의 팔로폰과 미국의 애틀랜틱 레코드에서 발매된 이 음반은 《Music of the Spheres》 프로젝트의 두 번째 파트로, 첫 번째 파트는 《From Earth with Love》 (2021년)이다. 음반의 세 가지 버전은 노트북, 투어, 풀 문으로 발매되었다. 각 버전에는 음성 메모, 라이브 세트, 보너스 트랙 등 자체 독점 콘텐츠가 있다.
《Moon Music》은 멜로디와 전체적인 스타일에 찬사를 보냈지만 가사에 대해서는 비판적인 비평가들로부터 엇갈린 평가를 받았다. 상업적으로 이 음반은 236,796장으로 영국 음반 차트에서 1위를 차지하며 콜드플레이의 10번째 1위 음반이자 그룹 역사상 가장 빠르게 팔린 음반이 되었다. 또한 2016년 이후 영국 밴드가 두 순위에서 동시에 1위를 차지한 것은 미국 빌보드 200 차트에서도 1위를 차지했다. 음반이 1위를 차지한 다른 국가로는 오스트레일리아, 벨기에, 독일, 이탈리아, 스페인, 스웨덴 등이 있다.

## 배경
아홉 번째 스튜디오 음반 《Music of the Spheres》가 발매된 후, 음반 책자를 통해 《Vol. I: From Earth with Love》라는 부제가 등장하여 향후 몇 년 동안 음반의 후속 작업을 암시했다. 2023년 1월, 밴드는 《Moon Music》이라는 제목의 열 번째 스튜디오 음반 녹음을 완료했다고 발표했다. Music of the Spheres World Tour 기간 동안, 밴드는 열 번째 음반 프로젝트의 일부 곡들을 공연했다.
2024년 6월 17일, 콜드플레이는 소셜 미디어를 통해 《Moon Music》이 10월 4일에 발매될 것이라고 발표했다. 2024년 8월 16일, 밴드는 트랙 목록을 공개했다. 《엘 문도》, 《로스앤젤레스 타임스》, 《벌처》, 《토 비마》는 이 음반을 올해 가장 기대되는 음반 중 하나로 꼽았다.

## 커버 아트
커버 아트에는 아르헨티나의 사진작가 마티아스 알론소 리벨리가 2020년에 촬영한 달무지개 샷이 포함되어 있다. 콜드플레이의 팀은 그에게 직접 연락하여 사진을 사용해 달라고 요청했고, 그가 더 많은 옵션을 제안했지만 밴드는 결국 초기 선택을 유지했다. 나머지 패키지는 오랜 협력자 필라 제타가 디자인했다. 《Moon Music》의 CD 버전은 90% 재활용 폴리카보네이트로 제작되었으며, 각 바이닐은 9개의 재활용 PET 플라스틱 병으로 만들어졌다. 두 작품 모두 소비자 이후 폐기물 스트림에서 공급된 최초의 작품이었다. 《버라이어티》는 이 조치로 인해 모든 포맷에서 30미터톤 이상의 버진 플라스틱을 생산할 수 없었다고 보도했다.

## 상업적 성과
《Moon Music》은 236,796장이 판매되어 영국 음반 차트에서 1위로 데뷔했다. 이 음반은 콜드플레이의 10번째 차트 1위를 차지했으며, 이는 《Viva la Vida or Death and All His Friends》 (2008년) 이후 가장 빠르게 팔린 기록이자, 237,338장이 팔린 원 디렉션의 《Midnight Memories》 (2013년) 이후 그룹으로서는 가장 큰 주간이었다. BBC에 따르면, 이는 아델의 《30》 (2021년) 이후 영국 공연으로는 가장 큰 데뷔작으로, 나머지 톱 40을 모두 앞질렀다. 비틀즈, 롤링 스톤스, U2, ABBA, 퀸에 이어 역사상 여섯 번째로 10위권을 달성한 밴드가 되었다.
독일, 이탈리아, 스웨덴, 미국에서 《Moon Music》은 《Ghost Stories》 (2014년) 이후 밴드의 첫 번째 1위 음반이 되었다. 이 음반은 빌보드 200 차트에서 12만 장의 판매량을 기록했으며, 이는 《A Head Full of Dreams》 (2015년) 이후 미국 영토에서 최고의 한 주를 보낸 음반이다. 콜드플레이는 또한 아티스트 100 순위에서 사상 처음으로 1위를 차지했다. 다섯 번째 1위 음반을 기록하며 21세기에 가장 많은 주 차트 리더를 보유한 영국 아티스트가 되었다.

## 곡 목록
콜드플레이의 작사, 작곡 멤버는 가이 베리먼, 조니 버클랜드, 윌 챔피언, 크리스 마틴이다.
| #   | 제목                                                               | 작사·작곡 | 재생 시간 |
| --- | ------------------------------------------------------------------ | --- | --------- |
| 1.  | 〈Moon Music〉 (with 존 홉킨스)                                    | 콜드플레이, 존 홉킨스, 존 멧칼프 | 4:36      |
| 2.  | 〈Feelslikeimfallinginlove〉                                       | 콜드플레이, 홉킨스, 애플 마틴, 맥스 마틴, 팀 루틸리                                                                                               | 3:56      |
| 3.  | 〈We Pray〉 (with 리틀 심즈, 버나 보이, 엘리아나, 마르티나 스토셀) | 콜드플레이, 리틀 심즈, 제이Z, 엘리아나, 맥스 마틴, 버나 보이, 마우리시오 렌기포, 데이비데 로시, 일리야 살만자데, 마르티나 스토셀, 안드레스 토레스 | 3:53      |
| 4.  | 〈Jupiter〉                                                        | 콜드플레이, 맥스 마틴, 살만자데, 제이콥 콜리어, 리비 프랭크, 모지스 마틴                                                                          | 4:00      |
| 5.  | 〈Good Feelings〉 (with 아이라 스타)                               | 콜드플레이, 아이라 스타, 체인스모커스, 나일 로저스                                                                                                | 3:37      |
| 6.  | 〈Alien Hits/Alien Radio〉                                         | 콜드플레이, 데빈 파워스, 마야 앤절로, 홉킨스, 무라지 카오리, 맥스 마틴                                                                            | 6:09      |
| 7.  | 〈IAAM〉                                                           | 콜드플레이, 오스카 홀터, 맥스 마틴 | 3:03      |
| 8.  | 〈Aeterna〉                                                        | 콜드플레이, 루이스 콜, 댄 그린, 홉킨스, 맥스 마틴, 호세 벨라스케스                                                                                | 4:13      |
| 9.  | 〈All My Love〉                                                    | 콜드플레이, 모지스 마틴, 멧칼프 | 3:42      |
| 10. | 〈One World〉                                                      | 데니스 카라이트, 브라이언 이노, 셰인카 해밀턴, 애플 마틴, 멧칼프, 라코                                                                            | 6:47      |

## 인증
| 국가                               | 인증     | 판매량/출하량 |
| ---------------------------------- | -------- | ------------- |
| 프랑스 (SNEP)                      | 골드     | 50,000        |
| 이탈리아 (FIMI)                    | 골드     | 25,000        |
| 스페인 (PROMUSICAE)                | 골드     | 20,000        |
| 영국 (BPI)                         | 플래티넘 | 300,000       |
| 판매량+스트리밍을 기반으로 한 인증 |          |               |